# Mattbachfälle

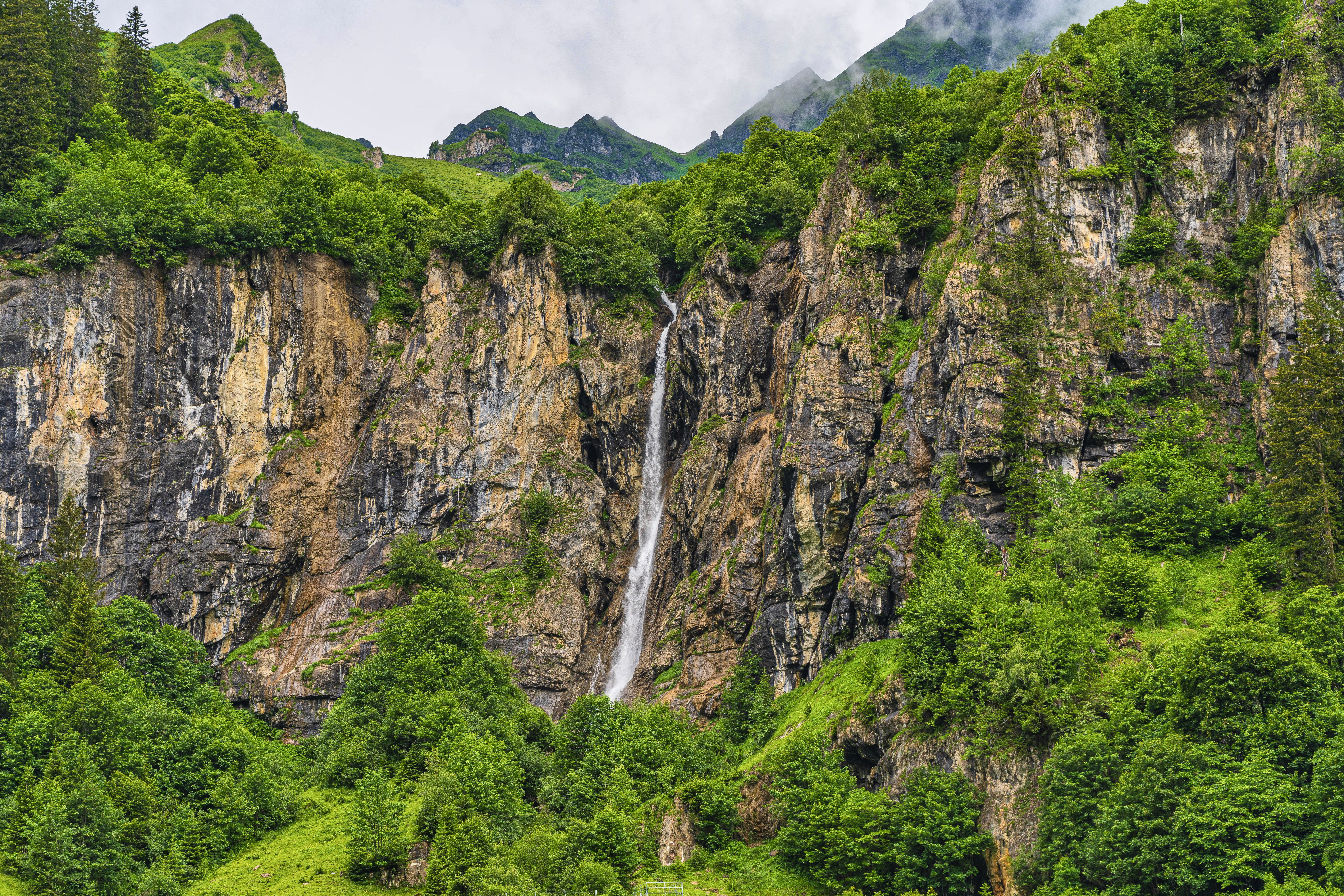
Unterer Mattbachfall (2020)

Die Mattbachfälle sind  Wasserfälle in der Gemeinde Mels im Kanton St. Gallen.
Der Mattbach fällt im hinteren Ende des Weisstannentals zur Seez. Der obere Fall hat eine Höhe von 65 Metern und der untere Fall eine Höhe von 75 Metern.